# Парняков, Василий Львович
Василий Львович Парняков (род. 6 августа 1960, Москва) — российский журналист и спортивный комментатор, работавший на телеканале «НТВ-Плюс». Автор документальных фильмов о Михаиле Щенникове, Стефке Костадиновой, Алене Мимуне, Эвандере Холифилде, Иоланде Чен, Бьорне Линде, Марине Купцовой.

## Биография
Родился 6 августа 1960 года в Москве.
Окончил геофизический факультет Московского геологоразведочного института.
В 1995 году работал в спортивной редакции НТВ. С ноября 1996 по ноябрь 1997 года вместе с другими коллегами по спортивному каналу «НТВ-Плюс» также вёл ежедневную обзорную телепрограмму «Дистанция 60» на НТВ.
С 1996 года — комментатор лёгкой атлетики, ведущий спортивных программ и режиссёр документальных фильмов на НТВ-Плюс.
С 2003 года — комментатор лыжных гонок.
В 2005—2006 годах — автор и ведущий радиопередачи «Белая гвардия Турина» на радио «Эхо Москвы».
В 2010 году Василий Парняков ушёл из «НТВ-Плюс».
С 2009 года ― блогер спортивного сайта skirun.ru.

## Произведения
Статьи:
1. Чистый спорт есть! ч.1 Архивная копия от 18 февраля 2009 на Wayback Machine
2. Чистый спорт есть! ч.2 Архивная копия от 18 февраля 2009 на Wayback Machine
3. Рекорд мира на 100 метров Усейна Болта Архивная копия от 19 февраля 2009 на Wayback Machine
4. Олимпийские игры в Пекине Архивная копия от 20 апреля 2008 на Wayback Machine
5. Интервью с Ярославом Рыбаковым Архивная копия от 22 мая 2009 на Wayback Machine
6. Бронзовый Борзаковский (недоступная ссылка)
7. http://газета.gzt.ru/sport/2007/08/22/220000.html (недоступная+ссылка) Интервью с Юрием Борзаковским
8. http://imagees.gzt.ru/sport/2007/09/25/220001.html (недоступная+ссылка) Зачем Лебедевой еще один тренер?
9. http://www.gazeta.gzt.ru/sport/2007/09/11/220000.html (недоступная+ссылка) Интервью с Ярославом Рыбаковым
10. http://www.ski.ru/static/585/4_23635.html Архивная копия от 7 марта 2016 на Wayback Machine Интервью с Тобиасом Ангерером
11. http://vasilyparnyakov.livejournal.com/4996.html Интервью с Бьорном Линдом
12. https://web.archive.org/web/20090219180556/http://ntvplus.ru/all-sport?id=90911 Программа «Лыжный След»
13. Олимпийские победы Усейна Болта
14. Молния гасит звезды Архивная копия от 8 октября 2012 на Wayback Machine
15. Блог Василия Парнякова на skirun.ru Архивная копия от 4 сентября 2012 на Wayback Machine

Фильмы:
- https://web.archive.org/web/20090415023833/http://albinosfilm.rutube.ru/ «Альбинос» — фильм о Марине Купцовой